# Escola Lluís Piquer
L'Escola Lluís Piquer És una escola pública de Parets del Vallès (Vallès Oriental) a l'Avinguda Francesc Macià. Va ser construïda el dia 11 d'abril de 1926, per l'arquitecte barceloní Mariano Romaní i Rius, i inaugurada el dia 22 de setembre de 1928.
Considerada l'escola més antiga de Parets.
L'Escola consta d'aules i pati exclusiu per alumnes d'educació infantil, dues aules d'informàtica i d'educació especial, aula de música i plàstica, biblioteca, menjador, gimnàs i pista poliesportiva.
L'edifici on hi ha l'escola és una obra inventariada.

## Història
Antigament l'ensenyament a Parets era molt escàs, ja que els nens i nenes ajudaven a les seves famílies en les tasques agrícoles i, per tant, faltaven a les classes. A més, les condicions en les que s'impartien les classes no eren molt envejables, ja que normalment feien classe a casa dels mestres i separats per sexe. Els nens solien fer classe on està l'Ajuntament i les nenes a una casa del Carrer Sant Antoni.
Els mestres no eren de Parets, solien venir de fora i les seves condicions tampoc eren molt bones, ja que vivien en una petita habitació prop d'on es feien les classes o, fins i tot, en el mateix edifici.
Però això va canviar quan l'any 1926 van decidir comprar uns terrenys i construir l'actual escola, així els nens i nenes podien ser escolaritzats en unes condicions físiques i materials adequades. Popularment va ser coneguda com a "Escola Nacional", però actualment rep el nom de Lluís Piquer i Jové en honor del mestre ultracàtolic que va intentar l'Alzamiento Nacioanal de Parets i Granollers durant els primers dies de la guerra civil, com que va ser un acte fallit va ser detingut i afusellat juntament amb dos dels seus fills.
Al principi l'escola era simètrica, bastant luxosa i es dividia en dues parts; un espai per nens, un altre per nenes i enmig de l'escola hi havia un espai comú.